# Cung Thủ (chòm sao)
Nhân Mã (人馬) hay Cung Thủ (弓手), Xạ Thủ (射手), (tiếng La Tinh: Sagittarius), biểu tượng là hình một mũi tên , là một trong mười hai chòm sao hoàng đạo, nằm giữa chòm Thiên Yết về phía tây và chòm Ma Kết về phía đông. Đây là một chòm sao hoàng đạo nên có thể quan sát các hành tinh và Mặt Trăng trong chòm sao này.
Mặt Trời đi qua điểm xuân phân ở xích kinh 18h và xích vĩ -23,5°. Khi đó người quan sát tại vĩ tuyến nam 23° 30´, gọi là chí tuyến Nam sẽ thấy Mặt Trời tại thiên đỉnh. Thuật ngữ "chí tuyến Nam" trong nhiều ngôn ngữ khác mang nghĩa chí tuyến Ma Kết do điểm xuân phân trước đây vài nghìn năm nằm ở chòm sao Ma Kết.

## Tên gọi
Nhân Mã có hình một nhân mã tay giương cung tên, tượng trưng cho Chiron, người đã dạy nên nhiều anh hùng trong thần thoại Hy Lạp như Jason, Theseus, Achilles v.v...
Người Ả rập hình dung hình ảnh hai đàn đà điểu trong chòm sao này, một đàn đang đi và một đàn đang đến sông Ngân Hà để uống nước .
Người Sumeria cách đây 4.000 - 5.000 năm xem chòm sao này là biểu tượng của thần chiến tranh Nergal của họ.

## Chiêm tinh
Xem thêm Nhân Mã (chiêm tinh).
Trong chiêm tinh học, chòm sao này mang hình ảnh người đang bắn cung, là một biểu tượng của lửa. Theo chiêm tinh học, người sinh trong cung này là những người có chí tiến thủ, xông xáo, nhiều tham vọng.

## Thiên thể
|  |  |  |

Chòm sao Nhân Mã không có nhiều sao sáng đặc biệt, nhưng lại có nhiều thiên thể đáng để ý của bầu trời. Chỉ riêng danh sách Messier đã có 15 thiên thể tại đây, trong chòm sao có một số lượng lớn các cụm sao, các tinh vân và cả vùng trung tâm của Ngân Hà cũng nằm trong chòm sao này.
- M22 (NGC 6656) là cụm sao cầu lớn nhất và nhiều sao nhất trong chòm sao Cung Thủ, cách Trái Đất mười nghìn năm ánh sáng, có thể quan sát bằng ống nhòm.
- M23, (NGC 6494) là cụm sao mở cách Trái Đất 2150 năm ánh sáng, với hàng trăm sao nằm trên diện tích tương đương với đĩa Mặt Trăng, có thể quan sát bằng ống nhòm.
- Tinh vân Lagoon, M8 (NGC 6523), nằm gần cụm sao NGC 6530 là tinh vân rất sáng, có thể quan sát bằng mắt thường. Tinh vân Laguna có các chấm đen được coi là mầm non sắp nở của các ngôi sao mới.
- Tinh vân Trifid, M20 nằm phía tây bắc đối với tinh vân Laguna, với ba vạch đen, có thể quan sát bằng ống nhòm.